# Женская Лига чемпионов ЕКВ 2014/2015
15-й розыгрыш женской Лиги чемпионов ЕКВ (55-й с учётом Кубка европейских чемпионов) проходил с 12 ноября 2014 по 5 апреля 2015 года с участием 20 клубных команд из 12 стран-членов Европейской конфедерации волейбола. Победителем турнира впервые в своей истории стала команда «Эджзачибаши» (Стамбул, Турция).

## Система квалификации
22 места в Лиге чемпионов 2014/2015 были распределены по рейтингу ЕКВ на 2014 год, учитывающему результаты выступлений клубных команд стран-членов ЕКВ в еврокубках на протяжении трёх сезонов (2010/2011—2012/2013). Согласно ему места в Лиге получили клубы из 13 стран: Турция, Россия (по 3 команды), Италия, Азербайджан, Франция, Польша, Германия (все по 2), Швейцария, Румыния, Сербия, Чехия, Австрия и Бельгия (по 1 команде). После предоставления решением ЕКВ места в Лиге Финляндии и отказа от участия в Лиге одного клуба из Германии и клубов из Австрии и Бельгии число команд-участниц составило 20.  

## Команды-участницы
| Страна      | Команда                            |                                         |
| ----------- | ---------------------------------- | --------------------------------------- |
| Турция      | «Вакыфбанк» (Стамбул)              | Чемпион Турции 2014                     |
| Турция      | «Фенербахче» (Стамбул)             | 2-й призёр чемпионата Турции 2014       |
| Турция      | «Эджзачибаши» (Стамбул)            | 3-й призёр чемпионата Турции 2014       |
| Россия      | «Динамо-Казань» (Казань)           | Чемпион России 2014                     |
| Россия      | «Динамо» (Москва)                  | 2-й призёр чемпионата России 2014       |
| Россия      | «Омичка» (Омск)                    | 3-й призёр чемпионата России 2014       |
| Италия      | «Нордмекканика-Ребекки» (Пьяченца) | Чемпион Италии 2014                     |
| Италия      | «Унендо-Ямамай» (Бусто-Арсицио)    | 2-й призёр чемпионата Италии 2014       |
| Азербайджан | «Рабита» (Баку)                    | Чемпион Азербайджана 2014               |
| Азербайджан | «Азерйол» (Баку)                   | 2-й призёр чемпионата Азербайджана 2014 |
| Франция     | «Расинг Клуб де Канн» (Канны)      | Чемпион Франции 2014                    |
| Франция     | «Нант» (Нант)                      | 2-й призёр чемпионата Франции 2014      |
| Польша      | «Хемик» (Полице)                   | Чемпион Польши 2014                     |
| Польша      | «Импел» (Вроцлав)                  | 2-й призёр чемпионата Польши 2014       |
| Германия    | «Дрезднер» (Дрезден)               | Чемпион Германии 2014                   |
| Швейцария   | «Волеро» (Цюрих)                   | Чемпион Швейцарии 2014                  |
| Румыния     | «Штиинца» (Бакэу)                  | Чемпион Румынии 2014                    |
| Сербия      | «Партизан-Визура» (Белград)        | Чемпион Сербии 2014                     |
| Чехия       | АГЕЛ «Простеёв» (Простеёв)         | Чемпион Чехии 2014                      |
| Финляндия   | «Виести» (Сало)                    | Чемпион Финляндии 2014                  |

## Система проведения розыгрыша
Соревнования состоят из предварительного этапа, двух раундов плей-офф и финального этапа. На предварительном этапе 20 команд-участниц разбиты на 5 групп. В группах команды играют с разъездами в два круга. Приоритетом при распределении мест в группах является количество побед, затем число набранных очков, соотношение выигранных и проигранных партий, игровых очков и т.д. За победы со счётом 3:0 и 3:1 команды получают по 3 очка, за победы 3:2 — по 2 очка, за поражения 2:3 — по 1 очку, за поражения 0:3 и 1:3 очки не начисляются. В плей-офф выходят по две лучшие команды из групп и три команды, имеющие лучшие показатели среди занявших в группах третьи места. Из числа команд, вышедших в плей-офф, выбирается хозяин финального этапа и допускается непосредственно в финальный раунд розыгрыша. 
12 команд-участниц 1/8-финала плей-офф (плей-офф 12) делятся на пары и проводят между собой по два матча с разъездами. Победителем пары выходит команда, одержавшая две победы. В случае равенства побед победителем становится команда, набравшая в рамках двухматчевой серии большее количество очков, система начисления которых аналогична применяемой на предварительном этапе. Если обе команды при этом набрали одинаковое количество очков, то назначается дополнительный («золотой») сет, победивший в котором выходит в 1/4-финала плей-офф.      
6 команд-участниц четвертьфинала плей-офф (плей-офф 6) по такой же системе определяют трёх участников финального этапа, где к ним присоединяется команда-хозяин финала.
Финальный этап проводится в формате «финала четырёх» — полуфинал и два финала (за 3-е и 1-е места).
Жеребьёвка предварительного этапа прошла в Вене 27 июня 2014 года. По её результатам команды распределены на 5 групп.
| Группа A                                                                     | Группа B                                                   | Группа C                                                                       |
| ---------------------------------------------------------------------------- | ---------------------------------------------------------- | ------------------------------------------------------------------------------ |
| «Динамо-Казань» Казань «Рабита» Баку АГЕЛ «Простеёв» Простеёв «Хемик» Полице | «Фенербахче» Стамбул «Азерйол» Баку «Нант» «Штиинца» Бакэу | «Динамо» Москва «Унендо-Ямамай» Бусто-Арсицио «Дрезднер» Дрезден «Виести» Сало |

| Группа D                                                           | Группа E                                                                                                   |
| ------------------------------------------------------------------ | --- |
| «Эджзачибаши» Стамбул «Омичка» Омск «Волеро» Цюрих «Импел» Вроцлав | «Вакыфбанк» Стамбул «Расинг Клуб де Канн» Канны «Нордмекканика-Ребекки» Пьяченца «Партизан-Визура» Белград |

## Предварительный этап

### Группа А
| М | Команда                  | 1       | 2       | 3       | 4       | И | В | П | С/П   | О  |
| - | ------------------------ | ------- | ------- | ------- | ------- | - | - | - | ----- | -- |
| 1 | «Хемик» Полице           |         | 2:3 3:1 | 3:0 2:3 | 3:0 3:2 | 6 | 4 | 2 | 16:9  | 13 |
| 2 | «Динамо-Казань» Казань   | 3:2 1:3 |         | 3:0 1:3 | 2:3 3:0 | 6 | 3 | 3 | 13:11 | 9  |
| 3 | АГЕЛ «Простеёв» Простеёв | 0:3 3:2 | 0:3 3:1 |         | 3:2 1:3 | 6 | 3 | 3 | 10:14 | 7  |
| 4 | «Рабита» Баку            | 0:3 2:3 | 3:2 0:3 | 2:3 3:1 |         | 6 | 2 | 4 | 10:15 | 7  |

12.11: Хемик — Рабита 3:0 (25:22, 25:19, 25:18).
13.11: Динамо-Казань — АГЕЛ Простеёв 3:0 (25:21, 25:15, 26:24).
26.11: Рабита — Динамо-Казань 3:2 (22:25, 23:25, 28:26, 25:21, 15:9).
26.11: АГЕЛ Простеёв — Хемик 0:3 (23:25, 22:25, 19:25).
10.12: Динамо-Казань — Хемик 3:2 (25:13, 20:25, 26:24, 23:25, 15:10).
10.12: АГЕЛ Простеёв — Рабита 3:2 (25:19, 23:25, 27:25, 17:25, 15:13).
14.01: Хемик — Динамо-Казань 3:1 (16:25, 25:14, 25:19, 25:22).
15.01: Рабита — АГЕЛ Простеёв 3:1 (25:21, 25:12, 23:25, 25:15).
20.01: Хемик — АГЕЛ Простеёв 2:3 (25:11, 20:25, 25:17, 22:25, 12:15).
22.01: Динамо-Казань — Рабита 3:0 (25:21, 25:10, 25:14).
28.01: Рабита — Хемик 2:3 (25:27, 25:18, 16:25, 25:16, 10:15).
28.01: АГЕЛ Простеёв — Динамо-Казань 3:1 (25:19, 25:22, 16:25, 25:17).

### Группа B
| М | Команда              | 1       | 2       | 3       | 4       | И | В | П | С/П  | О  |
| - | -------------------- | ------- | ------- | ------- | ------- | - | - | - | ---- | -- |
| 1 | «Фенербахче» Стамбул |         | 3:1 3:0 | 3:0     | 3:0     | 6 | 6 | 0 | 18:1 | 18 |
| 2 | «Азерйол» Баку       | 1:3 0:3 |         | 3:2 3:0 | 3:0     | 6 | 4 | 2 | 13:8 | 11 |
| 3 | «Нант» .             | 0:3     | 2:3 0:3 |         | 3:0 1:3 | 6 | 1 | 5 | 6:15 | 4  |
| 4 | «Штиинца» Бакэу      | 0:3     | 0:3     | 0:3 3:1 |         | 6 | 1 | 5 | 3:16 | 3  |

12.11: Азерйол — Нант 3:2 (25:17, 18:25, 18:25, 25:16, 20:18).
13.11: Штиинца — Фенербахче 0:3 (13:25, 16:25, 21:25).
26.11: Фенербахче — Азерйол 3:1 (25:21, 25:20, 19:25, 25:16.
26.11: Нант — Штиинца 3:0 (25:18, 27:25, 25:10).
9.12: Нант — Фенербахче 0:3 (15:25, 19:25, 15:25).
10.12: Азерйол — Штиинца 3:0 (27:25, 25:10, 25:23).
14.01: Фенербахче — Нант 3:0 (25:15, 25:14, 25:14).
14.01: Штиинца — Азерйол 0:3 (22:25, 14:25, 18:25).
21.01: Штиинца — Нант 3:1 (25:20, 25:14, 16:25, 25:19).
21.01: Азерйол — Фенербахче 0:3 (20:25, 15:25, 24:26).
28.01: Фенербахче — Штиинца 3:0 (25:16, 25:11, 25:13).
28.01: Нант — Азерйол 0:3 (12:25, 25:27, 17:25).

### Группа C
| М | Команда                       | 1       | 2       | 3       | 4       | И | В | П | С/П  | О  |
| - | ----------------------------- | ------- | ------- | ------- | ------- | - | - | - | ---- | -- |
| 1 | «Динамо» Москва               |         | 3:1 3:2 | 2:3 3:0 | 3:1     | 6 | 5 | 1 | 17:8 | 15 |
| 2 | «Унендо-Ямамай» Бусто-Арсицио | 1:3 2:3 |         | 3:0     | 3:0 3:2 | 6 | 4 | 2 | 15:8 | 12 |
| 3 | «Дрезднер» Дрезден            | 3:2 0:3 | 0:3     |         | 3:2 3:1 | 6 | 3 | 3 | 9:14 | 7  |
| 4 | «Виести» Сало                 | 1:3     | 0:3 2:3 | 2:3 1:3 |         | 6 | 0 | 6 | 7:18 | 2  |

12.11: Унендо-Ямамай — Виести 3:0 (25:19, 25:20, 25:12).
12.11: Дрезднер — Динамо 3:2 (22:25, 23:25, 25:19, 25:20, 18:16).
26.11: Динамо — Унендо-Ямамай 3:1 (22:25, 25:21, 25:15, 25:19).
27.11: Виести — Дрезднер 2:3 (25:20, 18:25, 22:25, 25:23, 11:15).
9.12: Виести — Динамо 1:3 (25:23, 16:25, 22:25, 16:25).
10.12: Унендо-Ямамай — Дрезднер 3:0 (25:15, 25:16, 25:20).
13.01: Динамо — Виести 3:1 (25:16, 18:25, 25:21, 25:20).
14.01: Дрезднер — Унендо-Ямамай 0:3 (21:25, 18:25, 20:25).
21.01: Дрезднер — Виести 3:1 (23:25, 25:21, 25:12, 25:17).
21.01: Унендо-Ямамай — Динамо 2:3 (22:25, 25:16, 20:25, 25:20, 13:15).
28.01: Динамо — Дрезднер 3:0 (25:17, 25:21, 25:18).
28.01: Виести — Унендо-Ямамай 2:3 (26:28, 25:18, 25:19, 14:25, 16:18).

### Группа D
| М | Команда               | 1       | 2       | 3       | 4       | И | В | П | С/П | О  |
| - | --------------------- | ------- | ------- | ------- | ------- | - | - | - | --- | -- |
| 1 | «Эджзачибаши» Стамбул |         | 3:1 0:3 | 3:0 3:1 | 3:0 3:1 | 6 | 5 | 1 | 9:1 | 15 |
| 2 | «Волеро» Цюрих        | 1:3 3:0 |         | 3:2 3:0 | 3:0 3:1 | 6 | 5 | 1 | 7:5 | 14 |
| 3 | «Омичка» Омск         | 0:3 1:3 | 2:3 0:3 |         | 3:0 3:1 | 6 | 2 | 4 | 5:6 | 7  |
| 4 | «Импел» Вроцлав       | 0:3 1:3 | 0:3 1:3 | 0:3 1:3 |         | 6 | 0 | 6 | 0:9 | 0  |

12.11: Эджзачибаши — Омичка 3:0 (25:18, 25:18, 25:23).
13.11: Волеро — Импел 3:0 (25:19, 25:9, 25:20).
25.11: Импел — Эджзачибаши 0:3 (29:31, 16:25, 21:25).
27.11: Омичка — Волеро 2:3 (22:25, 22:25, 26:24, 25:21, 11:15).
9.12: Импел — Омичка 0:3 (20:25, 24:26, 18:25).
11.12: Волеро — Эджзачибаши 1:3 (25:20, 23:25, 16:25, 25:27).
13.01: Эджзачибаши — Волеро 0:3 (23:25, 22:25, 16:25).
14.01: Омичка — Импел 3:1 (25:14, 25:23, 24:26, 25:21).
22.01: Волеро — Омичка 3:0 (25:15, 25:17, 25:17).
22.01: Эджзачибаши — Импел 3:1 (25:19, 21:25, 25:10, 25:16).
28.01: Омичка — Эджзачибаши 1:3 (16:25, 25:23, 16:25, 19:25).
28.01: Импел — Волеро 1:3 (22:25, 25:19, 22:25, 15:25).

### Группа E
| М | Команда                          | 1       | 2       | 3       | 4       | И | В | П | С/П   | О  |
| - | -------------------------------- | ------- | ------- | ------- | ------- | - | - | - | ----- | -- |
| 1 | «Вакыфбанк» Стамбул              |         | 1:3 3:0 | 3:0 3:2 | 3:0     | 6 | 5 | 1 | 16:5  | 14 |
| 2 | «Расинг Клуб де Канн» Канны      | 3:1 0:3 |         | 3:2 0:3 | 3:2     | 6 | 4 | 2 | 12:13 | 9  |
| 3 | «Нордмекканика-Ребекки» Пьяченца | 0:3 2:3 | 2:3 3:0 |         | 3:0 3:1 | 6 | 3 | 3 | 13:10 | 11 |
| 4 | «Партизан-Визура» Белград        | 0:3     | 2:3     | 0:3 1:3 |         | 6 | 0 | 6 | 5:18  | 2  |

12.11: РК де Канн — Нордмекканика-Ребекки 3:2 (16:25, 25:21, 15:25, 25:23, 15:12).
13.11: Вакыфбанк — Партизан-Визура 3:0 (25:18, 25:10, 25:19).
25.11: Нордмекканика-Ребекки — Вакыфбанк 0:3 (12:25, 14:25, 18:25).
26.11: Партизан-Визура — РК де Канн 2:3 (22:25, 25:18, 25:19, 20:25, 12:15).
9.12: Партизан-Визура — Нордмекканика-Ребекки 0:3 (15:25, 16:25, 20:25).
11.12: Вакыфбанк — РК де Канн 1:3 (23:25, 25:23, 24:26, 25:27).
13.01: РК де Канн — Вакыфбанк 0:3 (11:25, 22:25, 12:25).
14.01: Нордмекканика-Ребекки — Партизан-Визура 3:1 (22:25, 25:16, 25:22, 25:18).
21.01: РК де Канн — Партизан-Визура 3:2 (23:25, 25:13, 25:22, 21:25, 18:16).
21.01: Вакыфбанк — Нордмекканика-Ребекки 3:2 (19:25, 22:25, 25:14, 25:13, 21:19).
28.01: Нордмекканика-Ребекки — РК де Канн 3:0 (25:16, 25:18, 25:18).
28.01: Партизан-Визура — Вакыфбанк 0:3 (13:25, 11:25, 11:25).

### Итоги
По итогам предварительного этапа в 1-й раунд плей-офф вышли по две лучшие команды из групп («Хемик», «Фенербахче», «Динамо» Москва, «Эджзачибаши», «Вакыфбанк», «Динамо-Казань», «Азерйол», «Унендо-Ямамай», «Волеро», «РК де Канн»), а также «АГЕЛ Простеёв», «Дрезднер» и «Нордмекканика-Ребекки», как лучшие из команд, занявших в группах третьи места. Из числа прошедших предварительную стадию выбран хозяин финального этапа, которым стал польский «Хемик», получивший прямой допуск в финал четырёх.
Оставшиеся две команды, занявшие в группах третьи места («Омичка» и «Нант») и две лучшие из аутсайдеров («Рабита» и «Штиинца»), сыграют в Челлендж-раунде Кубка ЕКВ.

## Плей-офф

### 1/8-финала
10—11 февраля/ 18—19 февраля 2015.
 «Динамо-Казань» (Казань) —  «Вакыфбанк» (Стамбул)
10 февраля. 2:3 (26:24, 21:25, 20:25, 27:25, 7:15).
19 февраля. 0:3 (22:25, 21:25, 14:25).
 «Дрезднер» (Дрезден) —  «Фенербахче» (Стамбул)
11 февраля. 0:3 (23:25, 15:25, 15:25).
18 февраля. 3:2 (24:26, 26:24, 25:19, 18:25, 15:13).
 «Расинг Клуб де Канн» (Канны) —  «Волеро» (Цюрих)
11 февраля. 2:3 (25:21, 9:25, 25:16, 17:25, 5:15).
19 февраля. 1:3 (14:25, 20:25, 27:25, 25:27).
 «АГЕЛ Простеёв» (Простеёв) —  «Эджзачибаши» (Стамбул)
10 февраля. 1:3 (25:18, 15:25, 14:25, 21:25).
18 февраля. 0:3 (14:25, 14:25, 19:25).
 «Азерйол» (Баку) —  «Унендо-Ямамай» (Бусто-Арсицио)
11 февраля. 1:3 (24:26, 21:25, 25:19, 14:25).
18 февраля. 3:2 (25:14, 24:26, 25:20, 18:25, 15:10).
 «Нордмекканика-Ребекки» (Пьяченца) —  «Динамо» (Москва)
11 февраля. 0:3 (27:29, 18:25, 23:25).
19 февраля. 0:3 (20:25, 16:25, 15:25).

### Четвертьфинал
5 марта/ 12 марта 2015.
 «Вакыфбанк» (Стамбул) —  «Фенербахче» (Стамбул)
5 марта. 3:1 (25:23, 28:26, 19:25, 25:16).
12 марта. 2:3 (20:25, 20:25, 25:21, 25:15, 12:15).
 «Эджзачибаши» (Стамбул) —  «Волеро» (Цюрих)
5 марта. 3:0 (25:21, 25:19, 25:22).
12 марта. 1:3 (23:25, 26:24, 27:29, 19:25). Дополнительный сет 15:12.
 «Унендо-Ямамай» (Бусто-Арсицио) —  «Динамо» (Москва)
5 марта. 3:0 (25:14, 25:22, 25:18).
12 марта. 3:0 (25:23, 25:19, 28:26).

## Финал четырёх
4—5 апреля 2015.  Щецин. 
Участники:
 «Хемик» (Полице) 

 «Вакыфбанк» (Стамбул) 

 «Эджзачибаши» (Стамбул) 

 «Унендо-Ямамай» (Бусто-Арсицио)

### Полуфинал
4 апреля
 «Унендо-Ямамай» —  «Хемик»
3:0 (25:21, 27:25, 25:21).
 «Эджзачибаши» —  «Вакыфбанк»
3:1 (25:22, 16:25, 25:22, 25:22).

### Матч за 3-е место
5 апреля
 «Вакыфбанк» —  «Хемик»
3:0 (25:19, 25:21, 25:17).

### Финал
| 5 апреля 2015 | \| «Эджзачибаши» (Стамбул) \| 3:0 cev.lu \| «Унендо-Ямамай» (Бусто-Арсицио) \| \| Майя Поляк (8) Асуман Каракоюн (2) Бетания де ла Крус (13) Кристиане Фюрст (5) Неслихан Демир (1) Джордан Ларсон-Бёрбак (13) Гюльден Кузубашиоглу (либеро) Гёзде Йилмаз (13) Нилай Оздемир (2) Эсра Гюмюш \| Голы \| Гелена Гавелкова (5) Джулия Пизани Валентина Диуф (13) Франческа Маркон (8) Екатерина Любушкина (11) Йоанна Волош (4) Джулия Леонарди (либеро) Ребекка Перри (1) Кьяра Мичел (4) Летиция Камера Элис Дегради \| | Щецин Azoty Arena 4750 зрителей |
| Счёт по партиям — 25:22, 25:20, 25:21. Время матча — 1 час 27 минут. Судьи: Сусана Родригес Хатива, Александр Пясецкий.                                                                                   | | |
| «Эджзачибаши» (Стамбул) | 3:0 cev.lu | «Унендо-Ямамай» (Бусто-Арсицио) |
| Майя Поляк (8) Асуман Каракоюн (2) Бетания де ла Крус (13) Кристиане Фюрст (5) Неслихан Демир (1) Джордан Ларсон-Бёрбак (13) Гюльден Кузубашиоглу (либеро) Гёзде Йилмаз (13) Нилай Оздемир (2) Эсра Гюмюш | Голы | Гелена Гавелкова (5) Джулия Пизани Валентина Диуф (13) Франческа Маркон (8) Екатерина Любушкина (11) Йоанна Волош (4) Джулия Леонарди (либеро) Ребекка Перри (1) Кьяра Мичел (4) Летиция Камера Элис Дегради |

### Итоги

#### Положение команд
| «Эджзачибаши» (Стамбул)         |
| «Унендо-Ямамай» (Бусто-Арсицио) |
| «Вакыфбанк» (Стамбул)           |
| 4. «Хемик» (Полице)             |

#### Призёры
«Эджзачибаши» (Стамбул): Бетания де ла Крус де Пенья, Гюльден Кузубашиоглу, Сейма Эркан, Джейлан Арысан, Дилара Багджи, Асуман Каракоюн, Бюшра Джансу, Джордан Ларсон, Нилай Оздемир, Эсра Гюмюш, Кристиане Фюрст, Гёзде Йилмаз, Неслихан Демир, Майя Поляк. Главный тренер — Джованни Капрара.
  «Унендо-Ямамай» (Бусто-Арсицио): Екатерина Любушкина, Элис Дегради, Валентина Ранья, Кьяра Мичел, Джулия Леонарди, Франческа Маркон, Ребекка Перри, Фрея Альбрехт, Летиция Камера, Валентина Диуф, Йоанна Волош, Гелена Гавелкова, Джулия Пизани. Главный тренер — Карло Паризи.
  «Вакыфбанк» (Стамбул): Хатидже-Гизем Орге, Гёзде Кырдар-Сонсырма, Гизем Карадайи, Кюбра Акман, Чагла Акын, Джерен Кестиренгёз, Гюльдениз Онал, Бахар Токсой-Гвидетти, Шейла Кастро ди Паула Блассиоли, Элица Василева, Робин де Крёйф, Милена Рашич, Наз Айдемир, Каролина Костагранде. Главный тренер — Джованни Гуидетти.

#### Индивидуальные призы
| - MVP Джордан Ларсон («Эджзачибаши») - Лучшая связующая Майя Огненович («Хемик») - Лучшие центральные блокирующие Милена Рашич («Вакыфбанк») Майя Поляк («Эджзачибаши») - Лучшая диагональная нападающая Валентина Диуф («Унендо-Ямамай») | - Лучшие нападающие-доигровщики Бетания де ла Крус де Пенья («Эджзачибаши») Гелена Гавелкова («Унендо-Ямамай») - Лучшая либеро Гюльден Кузубашиоглу («Эджзачибаши») - Fair Play Кристиане Фюрст («Эджзачибаши») |